# Раймон дю Пюї
Раймон дю Пюї (фр. Raymond du Puy; 1083 — 1158/1160) — 1-й великий магістр ордену госпітальєрів у 1121—1158/1160 роках.

## Життєпис
Походив зі дофінеської шляхетської родини. Син Гуго дю Пюї, сеньйора де Пейро, Апіфер і Рошфор, губернатора Акри. Замолоду вступив до ордену госпітальєрів, але переважно перебував в Палестині.
1120 року після смерті ректора Жерара де Торна орден опинився в деякій кризі через внутрішній розгардіяш Змінилося декілька тимчасових керівників госпітальєрів. Зрештою у 1121 або 1122 році дю Пюї обирають очільником ордену. Для посилення його ваги отримав посаду великого магістра.
Спочатку приділив увагу зміцненню структури ордену, поліпшенню дисципліни. Також надав ордену госпітальєрів перші статути, які були затверджені лише у 1123 року папою римським Калікстом II. Дю Пюї зробив восьмикутний срібний хрест в блакитному полі офіційним символом ордена, що було затверджено 1130 року папою римським Інокентієм II.
Розділив членів ордену на духовних, військових та службових братів. Також почав застосовувати найманців — лицарів та піхоту. Завдяки цьому госпітальєри перетворилися на значну військову силу. За прикладом тамплієрів він розвинув захист для прочан, забезпечуючи їм безпеку під час подорожей до Святих місць.
1136 року отримав від єрусалимської королеви Мелісенди замок Бетгібелін. Заснував перший значний лазарет Госпітальєрів біля церкви Гробу Господнього в Єрусалимі.
У 1140 році вирушив на Захід для вирішення питання з управління власності, отриманої орденом від Альфонсо I, короля Арагону і Наварри. Останній зробив ордени госпітальєрів й тамплієрів спадкоємцями королівств, але заповіт не було виконано. У Барселоні розпочав переговори з Рамон-Беренгером IV, графом Барселони, що діяв від імені дружини — Петроніли, королеви Арагону. 16 вересня 1140 року було укладено угоду, за якою госпітальєри і тамплієри відмовились від своїх територіальних прав. Натомість отримують королівські права, щодо мешканців та їх товарів в містах Барбастро, Калатаюді, Дароці, Уесці, Хаці, Сарагосі, а також в усіх містах, що Арагон завоює надалі, а також замках і поселеннях королівства, де понад 30 селян. 24 червня 1158 року папа римський Адріан IV затвердив цю угоду.
1141 року повернувся до Палестини. 1142 року отримав від Раймунда II, графа Триполі, замок Крак де Шевальє. 1148 році приєднався до наради в акрі, де учасниками Другого хрестового походу було ухвалено рішення взяти в облогу Дамаск.
По поверненню до Палестини у 1153 році брав участь у захопленні міста Аскалон. Невдовзі між великим магістром і Фуше де Ангулема, латинським патріархом Єрусалиму, виник конфлікт. Останній скаржиться, що госпітальєри не поважають його церковні права в частини поховання, сплати десятини, здійснення таїнств. 1154 року Фуше звернувся до папи римського Адріана IV щодо скасування були папи римського Анастасія IV стосовно привілеїв госпітальєрів. Проте 1155 року патріарху було відмовлено.
1157 року надав допомогу Онфруа II де Торону, проти якого виступили війська атабека Нур ед Діна. Натомість госпітальєри повинні були отримати частину міста Баніяс. Але в битві біля Рас-ель-Ма загін госпітальєрів і військо де Торона зазнали поразки, решта сховалася у цитаделі Баніясу. Лише допомога єрусалимського короля Балдуїна III врятувало ситуацію.
Того ж року відвідав Португалію, Арагон і Лангедок з приводу отримання новим земель для ордену. Отримав у подарунок від лодевського єпископа церкви Сен-Жульєн та Сен-Вінсент де Небіан. 1158 року отримав для ордену від Гіга II, графа Форе, звільнення від мит на суходолі та в ділянці Рони. Того ж року прибув до Верони, де отримав від Фрідріха I, імператора Священної Римської імперії, підтвердження для госпітальєрів усіх прав і привілеїв в межах імперії.
Помер під повернення до Палестини або невдовзі після цього — остання письмова згадка про нього сягає 25 листопада 1158. Його наступником став Оже де Бальбен.